# Hardeberga distrikt
Hardeberga distrikt är ett distrikt i Lunds kommun och Skåne län.
Distriktet ligger öster om Lund.

## Tidigare administrativ tillhörighet
Distriktet inrättades 2016 och utgörs av socknen Hardeberga i Lunds kommun
Området motsvarar den omfattning Hardeberga församling hade vid årsskiftet 1999/2000.